# Djebel Dahar
 (août 2018).
Si vous disposez d'ouvrages ou d'articles de référence ou si vous connaissez des sites web de qualité traitant du thème abordé ici, merci de compléter l'article en donnant les références utiles à sa vérifiabilité et en les liant à la section « Notes et références ».
Le djebel Dahar ou Dahar est une chaîne de montagnes basses orientée sur un axe nord-sud qui coupe en deux le sud de la Tunisie. Elle est située sur la partie tunisienne du djebel Demmer qui s'étend jusqu'en Libye. Son point le plus haut, le djebel Zemertène qui culmine à 715 m d'altitude, est situé au sud de Toujane.
Derrière le long escarpement du djebel, dominant à l'est la plaine côtière de la Djeffara, s'étend le Dahar, revers du plateau qui s'incline en pente douce vers l'ouest et finit par s'enfoncer sous les dunes du Grand Erg oriental. À l'ouest se trouve le Nefzaoua, et au nord se trouve l'Arad. Le massif montagneux du Dahar a une superficie approximative de 6 500 km2.

## Géologie

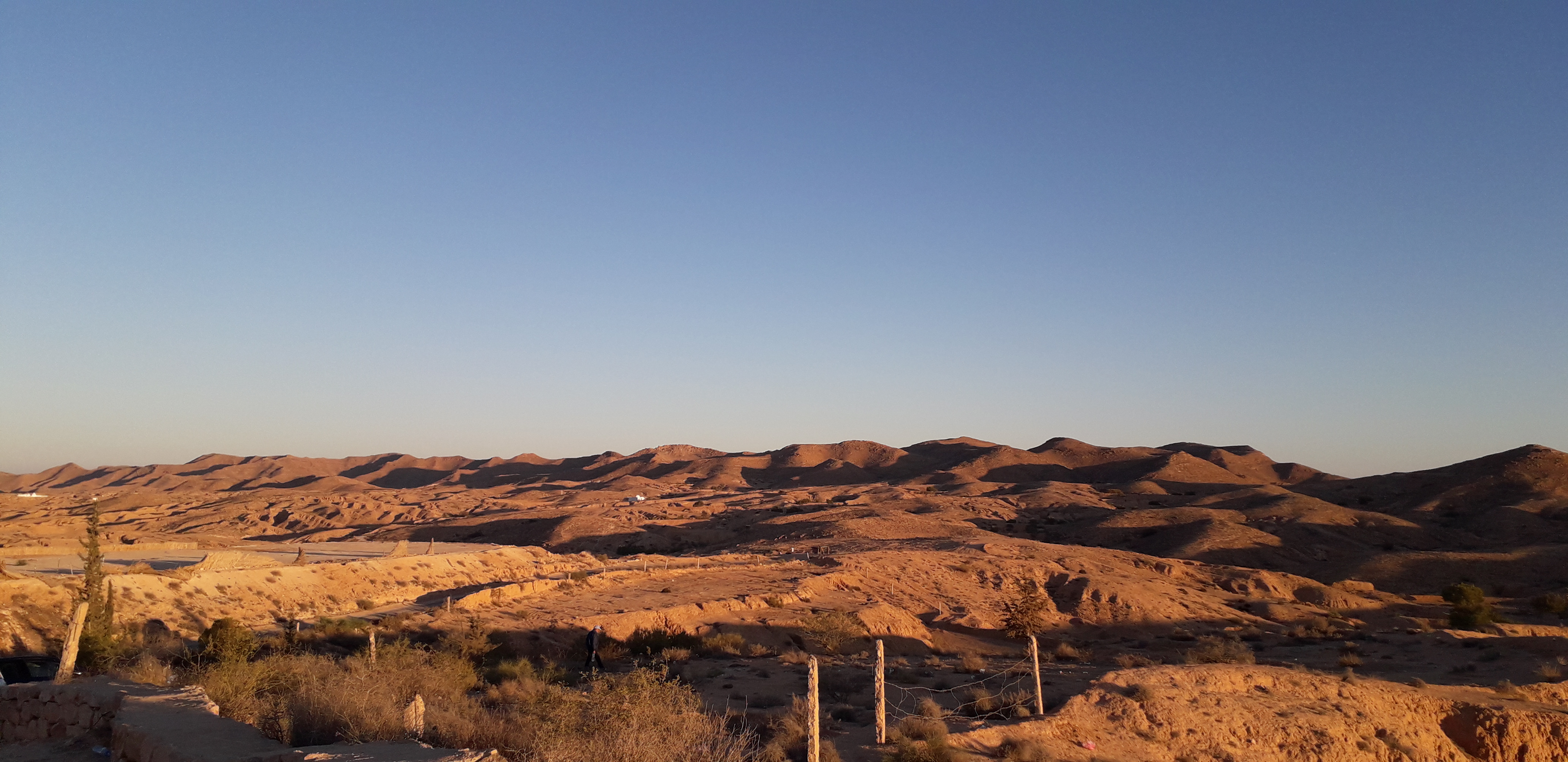
Djebel Dahar vu depuis Matmata.

Le djebel Dahar s'est constitué lors du retrait de l’océan Téthys il y a près de 140 millions d’années, les couches géologiques ont été alors soulevées formant une montagne (pli anticlinal).
L'effondrement de la partie orientale a formé une falaise avec une succession d’escarpements qui constituent aujourd’hui les montagnes et les plateaux du Dahar. Cette configuration rend les couches géologiques anciennes particulièrement visibles. On peut notamment y observer une alternance de roches dures et de roches molles renfermant divers fossiles.

## Démographie
Le djebel a accueilli les populations berbères de la plaine à la recherche d'un refuge sur les pitons rocheux. Elles y construisirent des villages fortifiés, les ksour, selon un habitat de type troglodytique adapté aux rigueurs du climat.
La région reste peu habitée et les infrastructures routières sont encore limitées.